# Geotrigona aequinoctialis
Geotrigona aequinoctialis är en biart som först beskrevs av Adolpho Ducke 1925.  Geotrigona aequinoctialis ingår i släktet Geotrigona och familjen långtungebin. Inga underarter finns listade i Catalogue of Life.